# Upper Marlboro
Upper Marlboro è un comune degli Stati Uniti d'America nella contea di Prince George, nello Stato del Maryland.
Si estende su una superficie di 1,1 km² e nel 2020 la sua popolazione ammontava a 652 abitanti (365,17 per km²).